# Cormatin
Cormatin é uma comuna francesa na região administrativa de Borgonha-Franco-Condado, no departamento Saône-et-Loire. Estende-se por uma área de 9,18 km². Em 2010 a comuna tinha 567 habitantes (densidade: 61,8 hab./km²).
Na comuna situa-se o Palácio de Cormatin.